# Козовский район
Козо́вский райо́н, местные жители называют район Козовско́й (укр. Козівськи́й райо́н) — упразднённая административная единица в западной части Тернопольской области Украины. Административный центр — пгт Козова.

## Географическое положение
Район граничил на севере со Зборовским, на юге — с Подгаецким и Теребовлянским, на западе — с Бережанским, на востоке — с Тернопольским районами Тернопольской области.
Площадь района — 694 км2 (12-е место среди районов).
Основные реки —
Высушка,
Конюхи,
Коропец,
Масювка,
Стрыпа,
Студенка,
Ценюв,
Цицорка.

## История
Район образован в 1940 году.
На территории Козовского района Тернопольской области 14-16 апреля 1944 года состоялось танковое сражение, по плотности бронетехники сопоставимое со знаменитым Прохоровским сражением на Курской дуге. Танкисты 6-го гвардейского Киевско-Берлинского танкового корпуса остановили удар фашистской бронетехники. Вступившие в бой танки ИС-2, первыми же выстрелами сожгли 3 «Тигра» и 9 «Пантер». Из примерно 700 солдат Тернопольского гарнизона, к своим прорваться смогли лишь 55 бойцов Вермахта.
В 1962—1965 территория района входила в состав Бережанского района. В ходе административно-территориальной реформы в Украине, в 2020 году район был упразднён, его территория вошла в состав Тернопольского района. На территории района были сформированы Козловская, Козовская и Купчинецкая территориальные общины. Территория Августовского и Великоплавучанского сельских советов вошла в состав Зборовской городской общины, а Великоходачковского сельского совета — в состав Подгороднянской сельской общины.

## Демография
Население района составляло 36 877 человек (данные на 2019 г.), в том числе в городских условиях проживают 10 808 человек, в сельских — 26 069 человек.

## Административное устройство
На момент упразднения район включал в себя::
| - Поселковых советов: 2 - Сельских советов: 31 | - Посёлков городского типа: 2 - Сёл: 53 |

### Местные советы[6]
| - Козловский поселковый совет - Козовский поселковый совет - Августовский сельский совет - Будиловский сельский совет - Бышковский сельский совет - Великоплавучанский сельский совет - Великоходачковский сельский совет - Вивсянский сельский совет - Викторовский сельский совет - Выбудовский сельский совет - Геленковский сельский совет - Глинский сельский совет - Городищенский сельский совет - Денисовский сельский совет - Дыбщенский сельский совет - Золотослободский сельский совет - Ишковский сельский совет | - Кальненский сельский совет - Козовковский сельский совет - Конюховский сельский совет - Кривенский сельский совет - Купчинецкий сельский совет - Малоплавучанский сельский совет - Олесинский сельский совет - Плотычанский сельский совет - Покропивнянский сельский совет - Потокский сельский совет - Слободковский сельский совет - Тауровский сельский совет - Теофипильский сельский совет - Ценёвский сельский совет - Щепановский сельский совет - Ястребовский сельский совет |

### Населённые пункты[7]
| с. Августовка с. Бартошевка с. Будилов с. Будова с. Бышки с. Великая Плавуча с. Великий Ходачков с. Весновка с. Вився с. Викторовка с. Выбудов с. Вымысловка с. Геленки с. Глинная | с. Горбы с. Городище с. Дворище с. Денисов с. Дмуховцы с. Драгомановка с. Дыбще с. Заберёзки с. Залесье с. Золотая Слобода с. Золочевка с. Ишков с. Йосиповка с. Кальное | пгт Козлов пгт Козова с. Козовка с. Конюхи с. Кривое с. Купчинцы с. Маковисько с. Малая Плавуча с. Медовая с. Млинцы с. Олесино с. Плоское с. Плотыча с. Покропивная | с. Поток с. Росоховатец с. Сеньков с. Слободка с. Тауров с. Теофипилка с. Урытва с. Хоробров с. Хоростец с. Ценёв с. Цицоры с. Щепанов с. Ястребово |